# Хвилі (роман)
Хвилі (англ. The Waves) — вперше виданий в 1931 експериментальний роман Вірджинії Вульф. Він складається з солілоквіїв, що вимовляються шістьма персонажами книги: Бернардом, Сьюзен, Родою, Невілом, Джіні та Луї. Солілоквії перемежовуються дев'ятьма короткими інтерлюдіями від третьої особи, що описують берегову сцену на різних денних стадіях - від світанку до заходу сонця.
У цьому романі Вулф зосереджується на особистій свідомості та шляхах, через які кілька людських свідомостей можуть переплестись один з одним.

## Переклади українською
- Вулф В. Хвилі / переклад з англійської Альбіни Позднякової. — Львів: Видавець Позднякова А. Ю., 2013. — 284 с.
- Вулф В. Хвилі / переклад з англійської Мирослави Андрусик. — Київ: Комубук, 2024 (анонс)[1].